# Cefotaxima
La cefotaxima es un antibiótico del grupo de las cefalosporinas de tercera generación. Tiene un amplio espectro de acción contra las bacterias que provocan distintos tipos de infecciones, incluyendo aquellas que afectan al pulmón, piel, huesos, articulaciones, estómago, vías urinarias, ginecológicas y a la sangre. Se puede aplicar por vía intravenosa y muscular.
Es de primera elección para el tratamiento de la peritonitis bacteriana espontánea